# Cdrkit
cdrkitとは、Unix系システムにおいてCD、DVDオーサリングを行うためのコンピュータプログラムコレクションである。cdrkitはDebianプロジェクトによるcdrtoolsのフォークに端を発する。cdrkitはGNU General Public Licenseバージョン2のライセンスのもとリリースされている。現在、Fedora、Gentoo Linux、Mandriva Linux、openSUSE、Ubuntu、そしてArch Linuxこれら全てのLinuxディストリビューションにはcdrkitが含まれている。また、FreeBSDにも含まれている。Joerg Jaspertがcdrkitプロジェクトのリーダー兼リリースマネージャである。

## コンポーネント
以下の主要コンポーネントから成る:
- wodim (write optical disk mediaの頭字語): cdrtoolsにおける、光学メディアへの書き込みを行うプログラムcdrecordからのフォーク
- icedax (incredible digital audio extractorの頭字語): cdrtoolsにおける、音楽CDからのデジタル音声抽出ツールcdda2wavからのフォーク
- genisoimage (generate ISO imageの省略語):  cdrtoolsにおける、ISOイメージ生成ツールmkisofsからのフォーク

## フロントエンド
多くのソフトウェアがcdrkitをバックエンドとして使用する。cdrkitは少なくとも近い将来、cdrtools バージョン2.01.01a08とのインタフェース互換性は維持される。このため、Brasero（GNOME DesktopにおけるデフォルトのCD/DVDアプリケーション）、 K3b（KDEデスクトップのデフォルトアプリケーション）、 X-CD-Roast (Xアプリケーション）などを含む多くのフロントエンドプログラムが使用している。

## フォーク
2006年に起こったライセンスに関する論争により、Debianのcdrtoolsパッケージメンテナーはcdrtoolsをcdrkitにフォークした。
cdrtoolsの原開発者イェルク・ シリング（Jörg Schilling）は、cdrtoolsを彼がライセンスをCommon Development and Distribution License(CDDL)に変更した新しいビルドシステムを使用するように作り変えた。その翌年、彼はcdrtoolsの主要コード（とりわけ光学メディアへの書き込みツールcdrecordと彼のSCSIライブラリ）のライセンスもCDDLに変更した。Debianはこの変更がバイナリ形式でのソフトウェア配布において問題を引き起こす可能性があると主張している。cdrtoolsのパッケージメンテナンスを行っているDebian開発者は次のことを公に述べている。Debianはもはやcdrtoolsを配布できなくなった。なぜならばGPLは、GPL非互換な制限を加えるライセンスに従うコードをGPLなコードと共にパッケージ化するのを認めていないからである。Debian開発者のドン・アームストロング（Don Armstrong）はこの問題を解決する1つの可能な方法はデュアルライセンスであることを示唆している。イェルク・シュリンクはライセンス問題などなく、オープンソースの定義パラグラフ9.を参考にすれば分かる話であると主張している。彼は、cdrtoolsは各コードが独立して動作しておりまた彼はライセンスの変更は一切同意しないと主張している。この難局に直面し、Debian開発者はcdrtoolsがGPLからライセンス変更される直前のソースコードのコピーを用意し、ツール名をリネームした上で、結果としてcdrkitという名前の新たなパッケージとしてGPLでリリースした。イェルク・シュリンクは、cdrecordのウェブサイトにて、ライセンス問題は全て、彼が、mkisofsコマンドにUTF-8サポートを組み込むパッチをコード品質が低いということで（何が問題であるかの詳細な説明もなく、数年前に）却下したことに不満を持った人々がでっち上げた「作り話」であると主張し、フォークはcdrtoolsプロジェクトに対する攻撃であると宣言した。彼によれば、DebianのフォークこそがGPLと著作権に反しており、著作者の許可を得ることなくオリジナルのプログラムを使用している、そのことによりDebianはcdrkitを法的には配布できないとされる。また、彼は、cdrkitには最新のcdrtoolsにはないバグがあると主張する。一例をあげると、cdrkitはDVD+R DLディスクを正常に作成できないとされる。

### wodimとcdrecordの違い
イェルク・シュリンクはcdrkitがフォークされて以降もcdrtoolsのアップデートを継続している。2011年5月時点の最新版は同年4月にリリースされており、cdrecordプログラムのバージョンは3.01a04である。cdrkitはcdrtoolsバージョン2.01.01a08（2004年9月9日リリース）を基にしており、付属のwodimプログラムは、2011年春季の最新版であるRed Hat Enterprise Linuxバージョン6ではバージョン1.19（プログラムのタイムスタンプは2008年10月26日）となっている。
cdrecordはBlu-ray機器、全てのCD、DVDメディアを扱う機能を持っており、ロケールサポートも提供されている。